# Heinz Ziegler
Heinz Ziegler (19 de mayo de 1894-21 de agosto de 1972) fue un general alemán en la Wehrmacht de la Alemania Nazi durante la II Guerra Mundial, comandante en funciones del 5.º Ejército Panzer y comandante del 14.º Ejército. Fue condecorado con la Cruz de Caballero de la Cruz de Hierro.

## Condecoraciones
- Cruz Alemana en Oro el 26 de enero de 1942 como Oberst im Generalstab del General-Kommando del XXXXII. Armeekorps[1]
- Cruz de Caballero de la Cruz de Hierro el 16 de abril de 1943 como Generalleutnant y comandante del Kampfgruppe/Stab Heeresgruppe Afrika, stellv. Führer 5.Panzer-Armee[2]